# Klara Angerer
Klara Maria Angerer (Malles Venosta, 4 febbraio 1965) è un'ex fondista italiana.

## Biografia
Nata a Slingia, frazione di Malles Venosta, in Alto Adige, nel 1965, a 19 anni ha partecipato ai Giochi olimpici di Sarajevo 1984, in tre gare: la 5 km, chiusa al 31º posto in 18'47"9, la 10 km, conclusa in 35ª posizione con il tempo di 35'31"1, e la staffetta 4x5 km, con Guidina Dal Sasso, Manuela Di Centa e Paola Pozzoni, dove è arrivata 9ª in 1h11'12"3.
4 anni dopo ha preso parte di nuovo alle Olimpiadi, quelle di Calgary 1988, stavolta in due competizioni: la 5 km, terminata al 24º posto con il tempo di 16'20"4 e la staffetta 4x5 km, insieme a Stefania Belmondo, Guidina Dal Sasso ed Elena Desderi, chiusa in 10ª posizione in 1h04'23"6.
Ai campionati italiani ha vinto 3 argenti e 1 bronzo tra 5 km, 10 km e 20 km.